# Heihachi Mishima
Heihachi Mishima, ou simplesmente Heihachi (三島 平八, Mishima Heihachi), é uma personagem da franquia Tekken, que ocupa a função de principal antagonista. Apresentado como chefe do primeiro jogo eletrônico, Tekken (1994), Heihachi aparece como o líder de uma empresa militar conhecida como Mishima Zaibatsu. Ele enfrenta a oposição de muitos de seus familiares que desejam sua morte por vingança.
Fora dos títulos derivados de Tekken, Heihachi também aparece como um personagem jogável em outros jogos, como SoulCalibur II, PlayStation All-Stars Battle Royale, Street Fighter × Tekken e Project X Zone. Ele também é destaque nas adaptações impressas, animadas e live-action da série Tekken. Em contraste com os principais títulos, Heihachi também apareceu em muitos jogos com uma aparência mais jovem.
Katsuhiro Harada, um dos criadores da franquia, referiu-se a Heihachi como um de seus personagens favoritos da série. A recepção crítica foi positiva com jornalistas elogiando seus movimentos e sua caracterização. Sua popularidade o levou a se tornar um dos mascotes da Namco e de Tekken.

## Concepção e criação
Katsuhiro Harada descreveu Heihachi como um "personagem muito humano", afirmando que, embora o foco tenha sido colocado em sua aparência, achou a filosofia do personagem mais interessante e que, na série, ele era um "retrato perfeito do mal que espreita no coração dos homens", um mal "muito mais hediondo do que qualquer monstro inventado". Em resposta às alegações de que a história de Tekken era complicada, Harada negou, pois a via como uma luta "simples" entre os membros da família Mishima. A história e as características de Heihachi são baseadas na história de Harada com seu pai. Harada nasceu em 1970, após a Segunda Guerra Mundial, numa época em que, segundo o desenvolvedor, os pais eram duros com seus filhos no Japão. Como resultado, Heihachi foi retratado como um pai que rivaliza com seu filho, Kazuya Mishima; algo com o qual os jogadores japoneses poderiam se identificar. O poder de Heihachi na empresa militar Zaibatsu foi baseado no Japão imperialista.
O artista de quadrinhos Cavan Scott descreveu Heihachi e Kazuya como "demônios" devido aos traços sombrios de seus personagens, fazendo com que a rivalidade com Jin Kazama, neto de Heihachi, parecesse inadequada na narrativa por causa de suas diferenças.

## Aparição

### Na franquiaTekken
No primeiro jogo de Tekken, Heihachi organiza o The King of Iron Fist Tournament, onde enfrenta seu filho, Kazuya Mishima, nas finais. Kazuya vence o torneio, joga Heihachi de um penhasco e assume o controle da Zaibatsu. Heihachi sobrevive à queda e retorna dois anos depois em Tekken 2 para se vingar do filho. Neste torneio, é derrotado por Paul Phoenix nas semifinais mas consegue retornar devido à desistência de Paul causada por um congestionamento; assim, derrota Kazuya e joga seu corpo num vulcão.
Quinze anos depois, Heihachi descobre uma criatura, Ogre, que tem sangue imortal, e busca seu sangue para criar uma "forma de vida imortal". Nessa época, ele conhece um adolescente chamado Jin Kazama, que afirma ser seu neto e implora a Heihachi que o treine para que possa se vingar de Ogre pelo assassinato de sua mãe, Jun. Em Tekken 3, Jin vence o torneio ao derrotar True Ogre, mas, momentos depois, é repentinamente abatido por um esquadrão da Tekken Force liderado por Heihachi, que dispara pessoalmente um tiro final na cabeça de seu neto. Jin, no entanto, revivido por Devil Jin, sua versão diabólica, desperta e despacha os soldados, esmagando Heihachi na parede do templo.
Durante os eventos de Tekken 4, Heihachi coleta os restos mortais de Ogre e tenta combinar seu DNA com o dele. Ao mesmo tempo, descobre que seu filho Kazuya ressuscitou. No entanto, os dois são derrotados por Jin, que escapa após poupar a vida do avô. Após a partida de Jin em Tekken 5, um exército de Jack-4 da G Corporation o atacam, mas ele consegue sobreviver. Em Tekken 6, procura estabelecer alianças com seu filho adotivo Lars Alexandersson, mas falha. Heihachi retorna como personagem principal e subchefe do modo arcade em Tekken 7.

### Em outros jogos eletrônicos
No spin off Tekken Tag Tournament, Heihachi aparece como um personagem jogável. Ao vencer o jogo como ele, Heihachi é visto meditando enquanto se lembra de suas lutas contra Kazuya e Jin. Em Tekken Tag Tournament 2, Tekken 3D: Prime Edition, Tekken Revolution, PlayStation All-Stars Battle Royale, Project X Zone e Project X Zone 2, Heihachi parece ter regredido de volta à sua aparência original. Ele é visto com a cabeça cheia de cabelos pela primeira vez. De acordo com o perfil de seu personagem no site oficial de Tekken Tag Tournament 2, explica-se que ele bebeu um soro de rejuvenescimento. No final do jogo, Heihachi tenta se tornar um demônio como Jin, Kazuya e Kazumi, mas em vez disso se transforma em um urso. Além disso, na seção "Fight Lab", Lee Chaolan sequestra os três lutadores da família Mishima para o teste final da máquina do Combot.
Heihachi faz uma breve aparição no jogo spin off de Tekken, Death by Degrees, como chefe opcional. Ele também aparece como um personagem convidado jogável nas versões PlayStation 2 e HD Online do jogo de luta Soulcalibur II, e como um narrador desbloqueável em Ridge Racer 6, um dos títulos de lançamento para Xbox 360. Um traje Mii de Heihachi foi adicionado ao Super Smash Bros. for Nintendo 3DS e Wii U por meio de DLC. Heihachi aparece em uma participação especial no aplicativo Tekken Bowl. Ele é um dos personagens bônus disponíveis para jogar como ou contra no Anna Kournikova's Smash Court Tennis e é um personagem desbloqueável no Smash Court Tennis Pro Tournament 2. Ele também faz participações especiais no RPG Tales of the Abyss e em Pac-Man Fever. No RPG tático cruzado Namco × Capcom, representa o universo Namco. Ele também aparece no jogo de luta crossover Street Fighter × Tekken com Kuma como seu parceiro oficial. Heihachi se encontra também em The King of Fighters All Star, Astro's Playroom e Fist of the North Star Legends ReVIVE.

### Em outras mídias

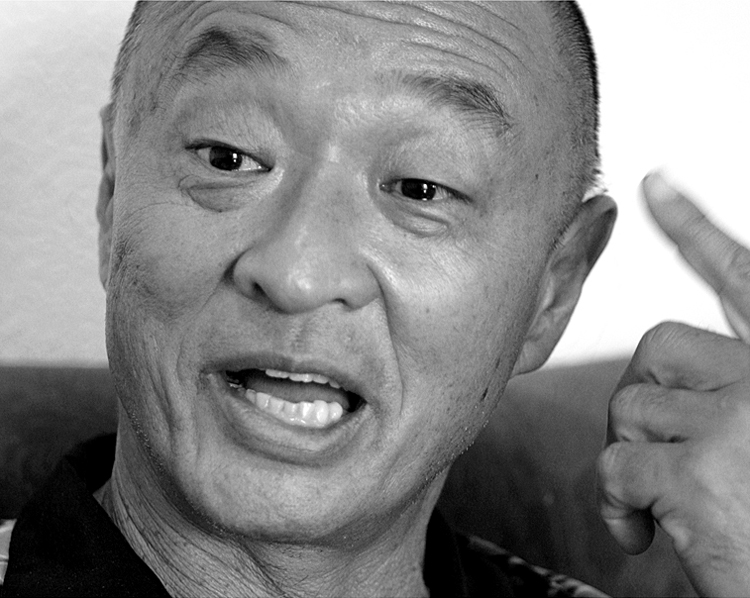
Cary-Hiroyuki Tagawa interpetou Heihachi nos filmes da série.

Heihachi aparece como o principal antagonista no anime Tekken: The Motion Picture, dublado por Daisuke Gōri na versão japonesa e por John Paul Shepard na dublagem em inglês. No início, Heihachi joga Kazuya de um penhasco quando criança e, dezesseis anos depois, organiza o The King of Iron Fist Tournament para atrair Kazuya na esperança de que ele aceite seu destino como herdeiro. No clímax, Heihachi luta contra Kazuya e inicialmente leva a melhor, mas acaba sendo derrotado. Kazuya, no entanto, poupa a vida de seu pai, e Heihachi escapa do campo de batalha em um jato.
Ele também está presente no filme Tekken (2009), interpretado pelo dublê Cary-Hiroyuki Tagawa. Tagawa repetiu seu papel na prequel Tekken 2: Kazuya's Revenge. Ele também aparece como o principal antagonista no filme de animação Tekken: Blood Vengeance (2011), que é uma releitura alternativa dos eventos entre Tekken 5 e Tekken 6. Tōru Fujisawa interpretou Heihachi na participação especial em seu mangá Great Teacher Onizuka, modelado após sua aparição mais jovem em Tekken.